# André Ooijer
Antonius Maria Ooijer (* 11. července 1974 Amsterdam) je bývalý nizozemský obránce, naposledy hrál za Ajax Amsterdam. Působil 3 sezóny také v anglickém klubu Blackburn Rovers. Zastával především defenzivní činnost, ale nastupoval i v záložní řadě. Poslední zápas své profesionální kariéry odehrál za Ajax 2. května 2012 proti klubu VVV-Venlo.

## Reprezentace
Ooijer byl členem nizozemské reprezentace na MS 1998, ale nenastoupil v žádném zápase. Jeho debut v dresu oranjes se tak uskutečnil až o rok později, 5. června 1999 v zápase proti Brazílii, když ho trenér Frank Rijkaard poslal na hřiště místo zraněného Michaela Reizigera.
| Gól | Datum        | Stadion                    | Soupeř          | Skóre | Výsledek | Soutěž                 |
| --- | ------------ | -------------------------- | --------------- | ----- | -------- | ---------------------- |
| 010 | 19. 11. 2003 | Amsterdam ArenA, Amsterdam | Skotsko         | 1:0   | 6:0      | Kvalifikace na ME 2004 |
| 020 | 3. 9. 2004   | Galgenwaard, Utrecht       | Lichtenštejnsko | 2:0   | 3:0      | Přátelské utkání       |
| 030 | 10. 6. 2009  | De Kuip, Rotterdam         | Norsko          | 1:0   | 2:0      | Kvalifikace na MS 2010 |

## Úspěchy
- 5× vítěz nizozemské ligy - (1999/00, 2000/01, 2002/03, 2004/05, 2005/06)
- 2× vítěz nizozemského poháru - (1997, 2005)